# Списак народних хероја
Орден народног хероја је био одликовање које је Социјалистичка Федеративна Република Југославија (СФРЈ), те потоња Савезна Република Југославија (СРЈ), додељивала углавном појединцима који су се посебно истакли у борби против непријатеља. Најчешће је додељиван за херојске заслуге у току Другог светског рата, а поред појединаца Орден је додељиван и војним јединицама, градовима и организацијама. Орден се најчешће додељиван постхумно.
Орденом народног хероја, у периоду од 1943. до 2000. одликовано је:
- 1.323 бораца и руководилаца НОВ и ПОЈ,
- 22 страних држављана,
- 33 војних јединица и установа НОВ и ПОЈ,
- 8 градова у СФР Југославији
- 4 друштвено-политичке организације
- 1 припадник Југословенске народне армије
- 6 јединица Војске Југославије
- 1 јединица МУП-а Србије

## Списак народних хероја
Због великог броја носилаца Ордена народног хероја списак одликованих подељен је по азбучном реду:
- Списак народних хероја: А
- Списак народних хероја: Б
- Списак народних хероја: В
- Списак народних хероја: Г
- Списак народних хероја: Д
- Списак народних хероја: Ђ
- Списак народних хероја: Е и Ж
- Списак народних хероја: З
- Списак народних хероја: И
- Списак народних хероја: Ј
- Списак народних хероја: К
- Списак народних хероја: Л и Љ
- Списак народних хероја: М
- Списак народних хероја: Н и Њ
- Списак народних хероја: О
- Списак народних хероја: П
- Списак народних хероја: Р
- Списак народних хероја: С
- Списак народних хероја: Т
- Списак народних хероја: Ћ
- Списак народних хероја: У
- Списак народних хероја: Ф
- Списак народних хероја: Х
- Списак народних хероја: Ц
- Списак народних хероја: Ч и Џ
- Списак народних хероја: Ш

## Друштвено-политичке организације
Друштвено-политичке организације одликоване Орденом народног хероја:
1. Савез комунистичке омладине Југославије (СКОЈ) одликован 14. октобра 1948. године.[1][2][3][4]
2. Савез удружења бораца Народноослободилачког рата (СУБНОР) одликован 3. јула 1956. године.[а][2]
3. Окружни комитет СКОЈ-а за Дрвар одликован 20. маја 1969. године.[5][6][7]
4. Удружење шпанских бораца Југославије одликовано 26. септембра 1971. године.[8][9][10]

## Остали део списка
- Списак војних јединица и установа одликованих Орденом народног хероја
- Списак народних хероја страних држављана
- Списак градова одликованих Орденом народног хероја

## Напомена
1. ↑  У књизи Народни хероји Југославије, издање из 1975. и издање из 1982, не наводи се податак када је одликован.[3][4]